# Jermak und die Eroberung Sibiriens

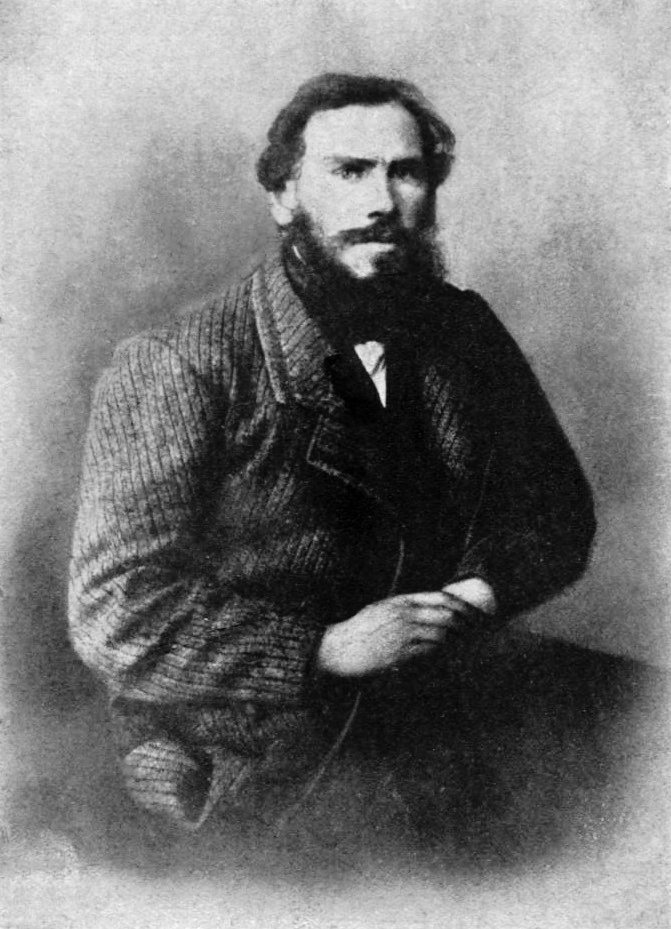
Lew Tolstoi in den 1860er Jahren

Jermak und die Eroberung Sibiriens (russisch Ермак, Jermak) ist eine Kurzgeschichte von Lew Tolstoi, die – 1862 für Kinder geschrieben – 1872 im 2. Buch, Teil 1 des Sammelbandes Asbuka (Азбука, auf Deutsch Alphabet) in Sankt Petersburg erschien.

## Inhalt
Die Stroganows, reiche Permer Kaufleute, baten Iwan den Schrecklichen mit Erfolg um Land zur Urbarmachung an der Kama. Die Stroganows gaben jedem siedelungswilligen Russen ein Stück Land mit Wald, spendierten sogar gegebenenfalls Vieh, erhoben aber keine Steuern. Zwanzig Jahre später – die Stroganows waren inzwischen noch reicher geworden – wollten sie das schier unendlich weite Land des falschen Zaren Kutschum hinterm Ural erobern. Dieser Bitte entsprach Zar Iwan der Schreckliche mit der Antwort: „Nehmt Kutschum das Land weg! Daß ihr mir aber nicht zu viel Volk aus Rußland zu euch herüberlockt!“ Die Stroganows – nicht faul – warben den russischen Kosaken-Ataman Jermak aus der Steppe zwischen Wolga und Don an. Der Hauptmann, eigentlich ein Flusspirat, wandte sich mit knapp siebenhundert Söldnern auf zweiunddreißig Barken zu je zwanzig Mann Besatzung über die Kama ostwärts und erreichte auf der Tschussowaja im Frühherbst 1579 den Silbernen Fluss. Mit selbstgebauten Wagen wurde der Ural auf einem Marsch von zweihundert Werst überwunden. Am Fluss Scharownja bauten die Kosaken wiederum Barken und hinab ging es zur Tura. Unterwegs nahmen die Russen den Tataren Tausik, einen Knecht des Herrn Kutschum, mit. Der musste ihnen den Weg zur Hauptstadt Sibir des Khans Kutschum zeigen. Endlich über den Tobol auf dem Irtysch angekommen, lag die Hauptstadt Sibir, „die größte Stadt der Welt“, vor ihnen. Jermak wollte angreifen, aber die Kosaken bekamen Angst; wollten nicht sterben. Jermak fragte den kühnen Kosaken Iwan Kolzo: „Nun, Wanja, was meinst du?“ Iwan erwiderte: „Wenn wir heute nicht umkommen, so morgen … wir müssen ans Ufer steigen, gegen die Tataren losstürmen …“ 

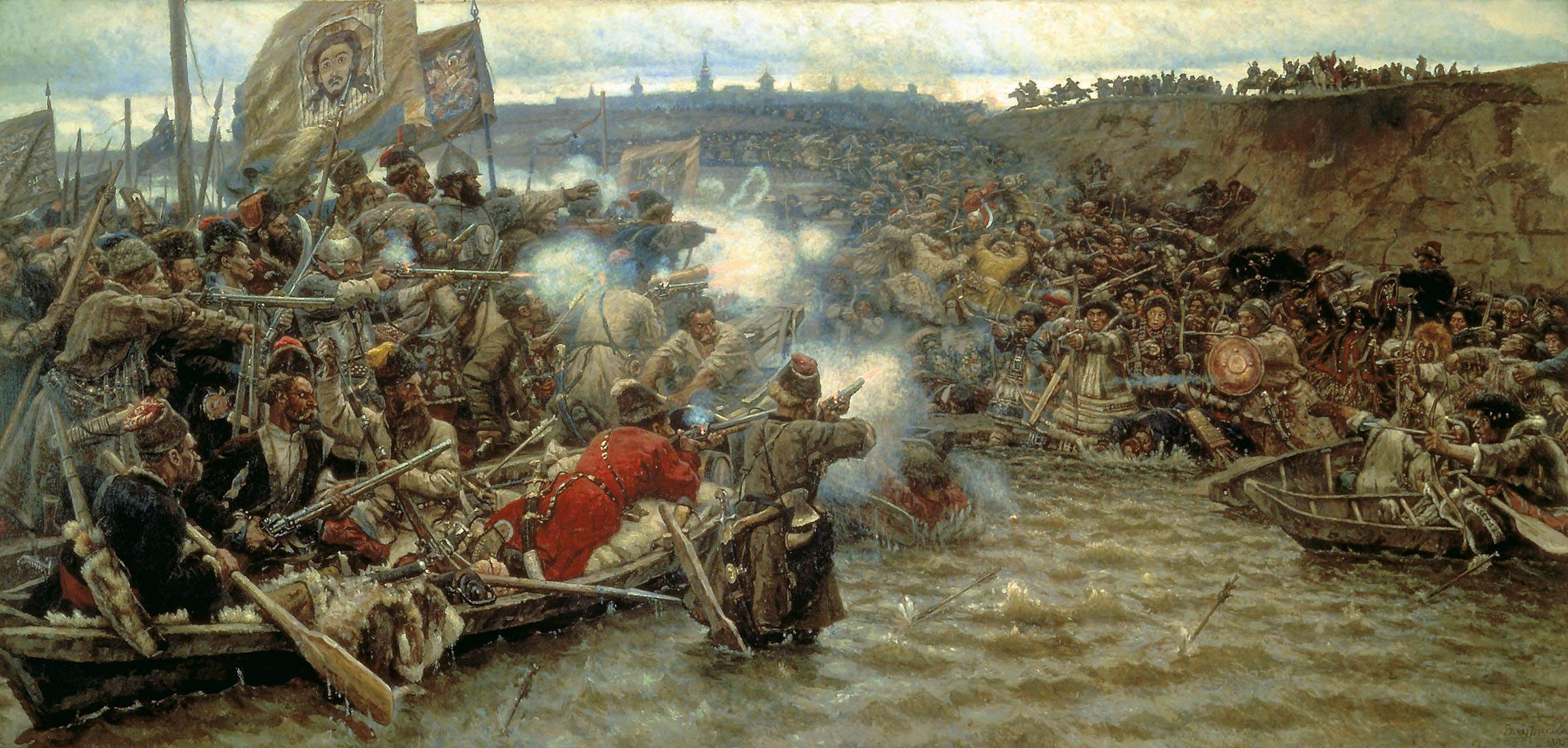
Eroberung Sibiriens durch Jermak.
Anno 1895 gemalt von Wassili Surikow

So geschah es am 26. Oktober 1582: Der mit Pfeil und Bogen bewaffnete Gegner hatte gegen die mit Kanonen und Musketen angreifenden Kosaken keine Chance und floh schließlich.
Im darauffolgenden Sommer eroberte Jermak am Irtysch und Ob so viel Land, dass man es in zwei Monaten nicht umgehen konnte. Der Eroberer schickte den Stroganows Pelze von Fuchs, Marder und Zobel. Er bat um mehr Leute. Viele seiner Kosaken waren in den Gefechten gegen die sibirischen Tataren gefallen. Nach zwei Jahren waren immer noch keine russischen Hilfstruppen geschickt worden. Jermak hatte nur noch wenige Kosaken um sich. Weitere vierzig Mann unter Iwan Kolzo wurden von dem Tataren Karatscha in eine Falle gelockt und getötet. Jarmak selbst gilt als verschollen. Dazu erzählt Tolstoi abschließend folgende Geschichte. Kaufleute aus Buchara wollten mit den Kosaken Waren tauschen, aber die Tataren versperrten ihnen den Weg. Jermak zog mit fünfzig Kosaken den Kaufleuten entgegen und wurde während einer Übernachtung am Irtysch-Ufer von Tataren mit dem Messer verletzt, floh, stürzte sich in den Fluss und ward nicht mehr gesehn.